# Direito aéreo

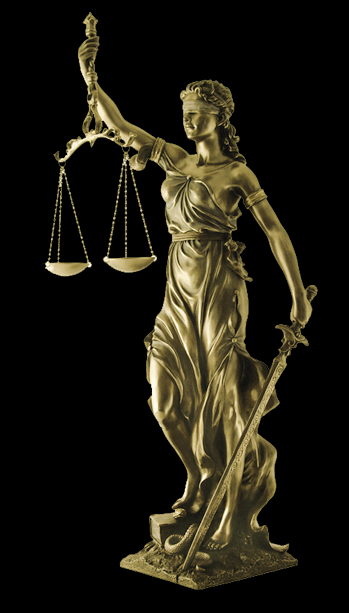
A mulher da justiça (Temis).

O Direito Aeronáutico, também denominado de Direito Aéreo, segundo a Classificação Decimal de Direito, aborda as relações jurídicas vinculadas com a navegação aérea, o transporte aéreo no campo doméstico e internacional e a aviação civil em geral.
O ramo do direito internacional público, que regula as atividades dos Estados, de suas empresas públicas e privadas, bem como das organizações internacionais intergovernamentais, na exploração do transporte aéreo internacional, e estabelece o regime jurídico do transporte aéreo internacional, é baseado nos Tratados Internacionais.
Embora os voos domésticos possam ser regulados pela legislação interna de cada Estado, as normas internas de cada país costumam acompanhar os Tratados Internacionais, como é o caso brasileiro.
No Brasil o direito aeronáutico é regulado pelos Tratados, Convenções e Atos Internacionais, bem como pelo Código Brasileiro de Aeronáutica (lei 7.565, de 19.12.86) e pela legislação complementar. O Código Brasileiro de Aeronáutica se aplica a voos domésticos e internacionais em todo o território brasileiro, assim como, no exterior, até onde for admitida a sua extraterritorialidade.

## Histórico
O direito aeronáutico teve maior impulso no seu desenvolvimento no período pós primeira guerra, com a criação de novos organismos internacionais e novas convenções provenientes das conferencias mundiais.

### Convenção de Varsóvia
Assinada em 12 de outubro 1929, daquele ano, visava a unificação de certas regras relativas ao transporte aéreo internacional, que entraram em vigor em 13 de fevereiro de 1933. A Convenção de Varsóvia, foi um marco histórico, por definir e uniformizar em escala mundial, as regras relativas à responsabilidade civil no transporte aéreo internacional.

### Convenção de Chicago
A Convenção sobre Aviação Civil Internacional, também conhecida como Convenção de Chicago, concluída em 7 de dezembro de 1944, ratificada em 26 de março de 1946 e promulgada pelo governo brasileiro pelo Decreto-Lei nº 21.713 de 27 de agosto de 1946. Este é o tratado que estabeleceu a Organização da Aviação Civil Internacional (ICAO) como agência especializada da ONU para coordenar e regular o transporte
aéreo internacional, bem como fomentar o desenvolvimento seguro e ordenado da
Aviação Civil Internacional. A convenção foi revisada por oito vezes 1959, 1963, 1969, 1975, 1980, 1997, 2000 e 2006.

### Convenção de Montreal
Na Conferência Internacional de Direito Aeronáutico, realizada pela OACI em Montreal, de 10 a 28 de maio de 1999, participaram 118 Estados. Foram examinados os projetos preparados pelo Comitê Jurídico da Organização da Aviação Civil Internacional e pelo Grupo Especial sobre a modernização do Sistema de Varsóvia, e foi deliberado adotar nova Convenção para a unificação de certas regras sobre o transporte aéreo internacional. A Convenção de Montreal enfatiza os conceitos de segurança, que correspondem à operação e à técnica de construção e manutenção de aeronaves.

### Brasil
No Brasil, desde a Constituição de 1937, assim como na de 1946, e por fim a de 1988, consta no texto constitucional que compete privativamente à União, legislar sobre o direito aeronáutico.
A primeira codificação da legislação relativa à atividade aérea no Brasil, foi chamada de Código Brasileiro do Ar, estabelecido pelo Decreto-Lei nº 483, de 8 de junho de 1938. Posteriormente, o Decreto-Lei nº 32, de 18 de novembro de 1966, substituiu o primeiro Código e permaneceu em vigor até 1986, quando foi trocado pelo atual Código Brasileiro de Aeronáutica, criado pela Lei nº 7.565, de 19 de dezembro de 1986, que incorporou as matérias tratadas na Convenção de Varsóvia.